# Coelogyne mooreana
Coelogyne mooreana é uma espécie de orquídea (Orchidaceae) do Sudeste Asiático.